# Matanza de Shanghái de 1927
La matanza de Shanghái de 1927, también conocida como el Incidente del 12 de abril, fue un acontecimiento que tuvo lugar en la urbe china homónima en abril de 1927 en el que la derecha del Kuomintang, encabezada por Chiang Kai-shek, desbarató violentamente a sus rivales de la izquierda del partido y a sus entonces aliados del Partido Comunista.

## Enfrentamiento en Shanghái
Los mandos conservadores reclutaron pistoleros del hampa de la ciudad, a los que vistieron de obreros y colocaron brazaletes con la palabra «trabajador», a los que se unieron varios cientos de tropas regulares del general Bai Chongxi, disfrazados de igual manera. La noche del 11 de abril, el presidente del Sindicato General de Shanghái, Wang Shouhua, acudió a una cena invitado por uno de los cabecillas de la operación, que lo hizo secuestrar y asesinar. Esa misma noche, los hombres reclutados para atacar a las unidades del cuerpo obrero de inspección tomaron posiciones, con la connivencia de las autoridades de las concesiones internacionales, que allanaron el despliegue.
Entre las cuatro y las cinco de la madrugada del día 12, unos mil asaltantes comenzaron a disparar contra grupos de inspectores obreros en la zona de Zhabei y otros puntos de la ciudad. En algunos de ellos los agredidos se resistieron con denuedo, pero en otros se rindieron rápidamente. En algunos de los choques participaron soldados uniformados del 26.º Ejército, que apoyaron en general a los atacantes. En los primeros choques murieron entre veinticinco y treinta personas y más de cien fueron asesinadas una vez capturados. El sindicato reaccionó convocando una gran huelga general en la que participaron unos cien mil trabajadores —algunos obligados por los piquetes—, pese a que el general Bai Chongxi la había prohibido.
El 13 los centinelas del cuartel general del 26.º Ejército dispararon contra una marcha que acudió a exigir la devolución de las armas incautadas y la liberación de los apresados en los combates del día anterior y causaron decenas de muertos.

## Fracaso de la huelga
Esa misma tarde se formó un nuevo Comité para la Unificación del Movimiento Obrero, sustituto del Sindicato General que debía someterlo al control de Chiang y de los conservadores del Kuomintang. La huelga fracasó el día 15, ante la dura represión de los conservadores, que costó la vida de cientos de partidarios del sindicato y obligó a huir a otros miles. El Sindicato General puso fin a la huelga y solicitó el auxilio del Gobierno de Wuhan, rival del Chiang.

## Otros lugares
En Cantón se produjo una purga también brutal de los elementos considerados radicales y la disolución de organizaciones comunistas. Un general que había sido destituido por el Gobierno de Wuhan regresó desde Shanghái el día 14 y organizó la operación esa misma noche, con la colaboración de los mandos de la guarnición de la ciudad. La mañana del día 15 se proclamó la ley marcial y comenzaron los arrestos de comunistas y el desbaratamiento de los sindicatos de izquierda; en algunos puntos de la ciudad estos resistieron y se libraron combates. Hubo también una purga de cadetes de la Academia Militar de Whampoa, aunque la mayoría de ellos respaldaba a Chiang. Las acciones continuaron hasta el 27 de abril e incluyeron la reorganización de cuarenta y tres sindicatos, el ajusticiamiento de siete personas apresadas mientras repartían propaganda antigubernamental y el arresto de unas dos mil personas. Cambió además el Gobierno civil y el militar de la provincia, que dejaron de apoyar al Gobierno de Wuhan, lo que perjudicó gravemente a este, que perdió tanto su salida al mar como el importante respaldo financiero de Cantón.
La represión se extendió asimismo a varias ciudades de las provincias de Jiangxi, Zhejiang, Cantón y Jiangsu, donde se expulsaron a los elementos más izquierdistas o comunistas de los sindicatos. En Wuhan y Changsha, estos respondieron ajusticiando a varias docenas de adversarios.

## Gobierno de Nankín

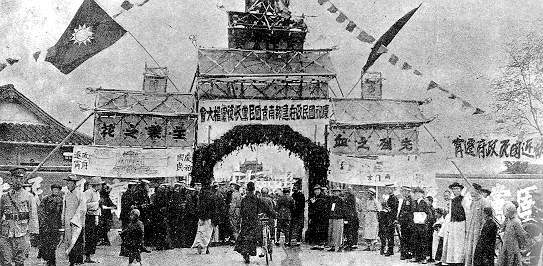
Festejos por la creación del Gobierno de Nankín el 18 de abril de 1927.

El 18 de abril, los conservadores decidieron establecer un Gobierno rival al de Wuhan en Nankín que legitimase la represión de los comunistas. Pese a que contaba con menos miembros del comité central que su rival, gozaba del respaldo de ilustres miembros del partido, como Hu Hanmin, que fue nombrado presidente del nuevo Gobierno. Este ordenó la expulsión del partido de los comunistas en los territorios que controlaba y el arresto de ciento noventa y siete personas, no todas ellas comunistas. El Gobierno de Wuhan por su parte destituyó a Chiang de todos sus cargos, con el respaldo del Partido Comunista de China.
Meses después daría comienzo la guerra civil china con la Revuelta de Nanchang y el Levantamiento de la Cosecha de Otoño.